# حمله ۲۰۱۳ لا دفانس
بعد از ظهر ۲۵ مه ۲۰۱۳، یک سرباز فرانسوی به اسم «سدریک کوردیر» در حومه پاریس در لا دفانس مورد حمله با چاقو قرار گرفت. دادگاه حکم داد که به دلایل روانپزشکی مهاجم مسئولیت کیفری ندارد.

## زمینه
در مارس ۲۰۱۲، یک الجزایری فرانسوی به اسم محمد مراه، یک سری تیراندازی در تولوز و مونتوبان انجام داد که سربازان و دانش آموزان یهودی را در تولوز و مونتوبان، جنوب فرانسه مورد هدف قرار داد. فرانسه بخاطر تهدید القاعده در شمال آفریقا در حالت آماده باش بالایی قرار داشت. این تهدید در پاسخ به لشکرکشی فرانسه برای آزادسازی شمال مالی از اشغال اسلامگرایان صورت گرفت. به دلیل هشدار، حدود ۴۵۰ سرباز در ایستگاه‌های قطار و سایر مکان‌ها در پاریس در حال گشت زنی بودند.
این حمله سه روز پس از قتل یک سرباز انگلیسی در وولیچ، لندن رخ داد، هرچند رئیس‌جمهور فرانسه گفت که هیچ مدرکی برای ارتباط این دو حمله وجود ندارد، ولی گمانه زنی‌هایی در مورد وقوع حمله مشابه وجود داشت.

## حمله
در اواخر بعد از ظهر، شنبه ۲۵ مه ۲۰۱۳، سدریک کوردیر یک سرباز درجه یک خصوصی با یونیفرم به همراه دو سرباز دیگر در یک سالن زیرزمینی شلوغ در لا دفانس مشغول گشت زنی بود. حوالی ساعت ۶ عصر، مردی از پشت به کوردیر نزدیک شد و با چاقو به او حمله کرد. مهاجم قبل از اینکه سایر سربازان بتوانند عکس العمل نشان دهند، گردن کوردیر را چاقو زد و به طرف منطقه شلوغ خرید فرار کرد. مهاجم چندین بار به سرباز با چاقو ضربه زد. رگ گردن و شریان کاروتید قربانی به سختی از بین رفت.

### قربانی
سربازی که مورد حمله قرار گرفت، یک سرباز ۲۳ ساله کلاس اولی به اسم Cédric Cordier بود. مهاجم گردن او را چاقو زد و به مقدار قابل توجهی خون از دست داد. با این حال، جراحات وی تهدید کننده زندگی نبود. او در وضعیت پایداری به سر می‌برد و در یکی از بیمارستان‌های نظامی مجاور تحت معالجه قرار گرفت. وی تا تاریخ ۲۹ مه آزاد شد.
برخی منابع کوردیر را ۲۵ ساله توصیف کردند. دیگران او را سدریک کوردیز معرفی کردند.

### مظنون
مهاجم «الکساندر داوسی» ۲۱ ساله مسیحی بود که تازه مسلمان شده بود. وی در ۳۰ مه ۲۲ ساله شد. داوسی، بیکار و بی خانمان، از قبل در سال ۲۰۰۹ به دلیل جرم‌های کوچک توسط پلیس شناخته شده بود. او به عنوان اسلام‌گرا رادیکال در ماه فوریه شناخته شد،  اما خطرناک تلقی نشد. دادستان فرانسوا مولینز گفت که اعتقاد بر این است که حمله وی ناشی از اعتقاد اسلامی بوده‌است. در سال ۲۰۱۲، هنگامی که وی نمی‌خواست منتظر اتوبوس با زنان باشد، پلیس او را متوقف کرد. در سال ۲۰۱۱، او شغلی را که شامل کار با زنان بود را رد کرد.

## تحقیقات
وزیر دفاع فرانسه ژان-ایو لو دریان گفت که کوردیر «به دلیل سرباز بودن» هدف قرار گرفت. این پرونده به یک دادستان مبارزه با تروریسم اختصاص یافت. ضارب، یک «مرد قد بلند، ورزشکار و ریش دار» در دوربین‌های امنیتی ضبط شد که عبای رنگ روشن به نام djellaba پوشیده بود. او قبل از حمله دیده شد که در حال خواندن نماز مسلمان است. مهاجم عبای خود را درآورد و با لباس اروپایی فرار کرد.
در روز چهارشنبه ۲۹ مه، وزیر کشور فرانسه مانوئل والس اظهار داشت که مردی - بعداً به نام الکساندر داوسی شناخته شد - صبح در ایولین دستگیر شد. فرد مظنون از طریق DNA پیدا شده در یک کیسه پلاستیکی در محل حادثه ردیابی و با اثر انگشت شناسایی شد. پس از دستگیری توسط پلیس او به انجام این حمله اعتراف کرد. دادستان فرانسوا مولینز گفت که داوسی «می‌خواست به یک نماینده دولت حمله کند» و «با توجه به شخصیت و زمان حمله» به قصد ایدئولوژی دینی خود عمل کرد. مولینز اظهار داشت که داوسی کوردیر با «قصد کاملاً روشن برای کشتن» چاقو زد.

## روند قانونی
در روز جمعه ۳۱ مه ۲۰۱۳، داوسی در برابر قضات ضد تروریسم حضور یافت، آنها تشخیص دادند که مدارک کافی برای ادامه تحقیقات وجود دارد. وی به دلیل «اقدام به قتل مرتبط با یک شرکت تروریستی» تحت تحقیقات رسمی قرار گرفت. در نوامبر ۲۰۱۵، دادگاه او را به دلایل روان پزشکی متهم نکرد.

## واکنش‌ها
وزیر دفاع ژان-ایو لو دریان گفت او مصمم است که «یک مبارزه شکست ناپذیر علیه تروریسم» را رهبری کند. مانوئل والس، وزیر کشو دربارهٔ رادیکالیزاسیون فزاینده جوانان مسلمان فرانسوی به صورت آنلاین و توسط امامان افراطی هشدار داد.